# Большая Аниковская
Большая Аниковская — деревня в Чердынском районе Пермского края. Входит в состав Рябининского сельского поселения.

## Географическое положение
Расположена на реке Щугор, примерно в 13 км к югу от центра поселения, посёлка Рябинино, и в 23 км к югу от районного центра, города Чердынь.

## Население
| 2010 |
| ---- |
| 59   |

## Улицы[2]
- Заречная ул.
- Наречная ул.

## Топографические карты
- Лист карты P-40-137,138 Курган. Масштаб: 1 : 100 000. Состояние местности на 1982 год. Издание 1988 г.